# Four Corners (ER)
Four Corners is de eerste aflevering van het achtste seizoen van de televisieserie ER, die voor het eerst werd uitgezonden op 27 september 2001.

## Verhaal
Dr. Greene moet drie weken na de dood van Derek Fosson (zie Rampage) voorkomen bij de interne tuchtcollege dat gevormd wordt door zijn collega's. Iedereen denkt dat hem niets te verwijten valt aan de dood van Fossen, alleen dr. Corday vermoedt dat haar man wel ethisch verkeerd gehandeld heeft. 
Dr. Carter moet zijn grootvader begraven, dit houdt ook in dat zijn ouders komen. Het contact tussen hem en zijn ouders is nooit optimaal verlopen en verloopt nu ook zeer stroef. 
Lockhart besluit om dr. Carter bij te staan op de uitvaart en moet ondertussen ook een beslissing nemen, dr. Kovac heeft haar gevraagd om bij hem te gaan wonen.
Dr. Weaver keert terug naar haar werk na haar bekentenis dat zij een lesbienne is. Zij is bang dat dr. Romano haar nu eruit wil werken. 
Dr. Jing-Mei Chen is het nieuwe hoofd van de SEH.
Dr. Benton staat zijn vriendin, dr. Finch, bij die het moeilijk heeft met de bijwerkingen van haar hiv medicijnen. Ondertussen moet hij ook zijn zus bijstaan die de dood van haar zoon nog steeds aan het verwerken is.
De SEH wordt overspoeld met patiënten die gewond zijn geraakt tijdens de opnames van een talkshow. 

## Rolverdeling

### Hoofdrollen
- Anthony Edwards - Dr. Mark Greene
- Noah Wyle - Dr. John Carter
- Michael Gross - John 'Jack' Carter jr.
- Mary McDonnell - Eleanor Carter
- Frances Sternhagen - Millicent Carter
- Laura Innes - Dr. Kerry Weaver
- Alex Kingston - Dr. Elizabeth Corday
- Paul McCrane - Dr. Robert Romano
- Goran Višnjić - Dr. Luka Kovac
- Michael Michele - Dr. Cleo Finch
- Erik Palladino - Dr. Dave Malucci
- Ming-Na - Dr. Jing-Mei Chen
- Eriq La Salle - Dr. Peter Benton
- Iqbal Theba - Dr. Zagerby
- John Aylward - Dr. Donald Anspaugh
- Maura Tierney - verpleegster Abby Lockhart
- Conni Marie Brazelton - verpleegster Connie Oligario
- Laura Cerón - verpleegster Chuny Marquez
- Yvette Freeman - verpleegster Haleh Adams
- Deezer D - verpleger Malik McGrath
- Bellina Logan - verpleegster Kit
- Lyn Alicia Henderson - ambulancemedewerker Pamela Olbes
- Montae Russell - ambulancemedewerker Dwight Zadro
- Emily Wagner - ambulancemedewerker Doris Pickman
- Khandi Alexander - Jackie Robbins
- Tamala Jones - Joanie Robbins
- Erica Gimpel - Adele Newman
- Demetrius Navarro - Morales
- Kristin Minter - Randi Fronczak

### Gastrollen (selectie)
- Jerome Butler - presentator talkshow
- Conchata Ferrell - Mrs. Jenkins
- Jessica Townsend - Alice Jenkins
- Scott Anthony Leet - Carl Petersen
- Herb Mitchell - priester
- Joan Pringle - Josephine
- Jeffrey Alan Chandler - Mr. Skapinski
- Jazzmun - Drag Queen
- McNally Sagal - Madeline